# Diloba protensa
Diloba protensa är en fjärilsart som beskrevs av Barend J. Lempke 1949. Diloba protensa ingår i släktet Diloba och familjen nattflyn. Inga underarter finns listade i Catalogue of Life.